# Ark (musicien)
Pour les articles homonymes, voir Ark et Berroyer.
Vous pouvez aider à l'améliorer ou bien discuter des problèmes sur sa page de discussion.
- Il ne cite pas suffisamment ses sources. Vous pouvez indiquer les passages à sourcer avec {{référence nécessaire}} ou {{Référence souhaitée}}, et inclure les références utiles en les liant aux notes de bas de page. (Marqué depuis mars 2024)
- Certaines informations devraient être mieux reliées aux sources mentionnées dans la bibliographie ou les liens externes. Améliorez sa vérifiabilité en les associant par des références. (Marqué depuis mars 2024)

- Archive Wikiwix
- Bing
- Cairn
- DuckDuckGo
- E. Universalis
- Gallica
- Google
- G. Books
- G. News
- G. Scholar
- Persée
- Qwant
- (zh) Baidu
- (ru) Yandex
- (wd) trouver des œuvres sur Wikidata

Guillaume Berroyer, mieux connu sous le nom de Ark, est un musicien français et DJ de musique électronique. Son style musical, d'abord house avec le groupe Trankilou, se rapproche ensuite de la minimal house, dont il est l'un des principaux et plus anciens représentants en France et de la musique expérimentale. On notera aussi des influences hip-hop, notamment dans le choix de certains de ses samples. Il est accessoirement également le fils de l'acteur Jackie Berroyer. Au cours de sa carrière, il collabore avec des grands noms de la musique électronique comme Matthew Herbert, Akufen ou Mr Oizo, intègre des labels réputés comme Perlon, et se produit dans de nombreux clubs en live ou comme DJ.

## Biographie

### THC
Au début des années 1990, Ark fait d'abord partie en tant que guitariste du groupe de funk français THC (qui est également un groupe de tagueurs parisiens), groupe proche de Malka Family ou FFF. 

### Trankilou
En 1996, il forme le duo Trankilou avec Julien Auger (Pépé Bradock). Leurs deux maxi St Glin-Glin et Escalope de Dingue connaitront un vif succès d'estime dans la mouvance French Touch parisienne avec notamment les hits "Bill Collector" et surtout "Atom Funk" qui sera joué dans les clubs du monde entier.  
Shalark
En 1999, il forme le duo Shalark avec David Taïeb (DJ Shalom).
Le duo sort un unique album Some Of Them Don't en 2001.

### Déperissement Progressif
En 2000, il forme le duo Déperissement Progressif avec Quentin Dupieux (Mr. Oizo).

### Copacabannark
En 2001, il forme le duo Copacabannark avec Jean-Guillaume Cabanne (Cabanne).

### KrikArk
En 2004, il forme le duo KrikArk avec Krikor Kouchian (Krikor).

### Les Cerveaux Lents
En 2007, il forme le duo Les Cerveaux Lents avec Mikael Weill.

### acteur
- 2020  : Adieu les cons : Le médecin de Suze adolescente